# خالد فوزي عبد الحميد
خالد فوزي عبد الحميد حمزة (20 مايو 1962، الإسكندرية) فقيه مصري، متخصص في مسائل العقيدة.

## نشأته
حصل على الكفاءة المتوسطة والثانوية في الرياض والتحق بكلية أصول الدين جامعة الإمام محمد بن سعود بالرياض، إلا أنه لم يكمل الدراسة بالكلية نزولاً على رغبة والده للبقاء معه في مصر فالتحق بكلية الهندسة جامعة الإسكندرية، وتخرج منها حاصلاً على بكالوريوس الهندسة المدنية.
التحق بالمعهد العالي للدعوة والدراسات الإسلامية بمكة المكرمة والتابع لرابطة العالم الإسلامي، وتخرج منه بعد عامين حاصلاً على درجة الماجستير في الدعوة والدراسات الإسلامية، وكان ترتيبه الأول على طلاب المعهد. ودرجة الدكتوراه في الدراسات الإسلامية لكلية الشريعة بالجامعة الأمريكية المفتوحة بالقاهرة، والمعادلة بدرجة الدكتوراه من جامعة الأزهر، وقد نوقشت الرسالة بمكة من قبل لجنة علمية من جامعة أم القرى.
أصبح عضوا بهيئة التدريس بدار الحديث الخيرية بمكة المكرمة منذ عام 1410 هـ. ومدرس في جامعة أم القرى في كلية أصول الدعوة.

## مؤلفاته
- تقريب وترتيب شرح العقيدة الطحاوية. وقد طبع خمس مرات.[1]
- السيد محمد رشيد رضا، وجهوده في خدمة العقيدة، وأثره في الاتجاهات الفكرية المعاصرة، طبع مرتين.[1]
- اليسير في اختصار تفسير ابن كثير (مشاركة).[1]
- الديمقراطية في العراء[1]
- قواعد التكفير والعذر بالجهل[1]
- حكم التمثيل[1]
- دراسة وتقديم لكتاب الإشارات الإلهية للطوفي.[1]
- الجماعا ت الإسلامية في فكر رشيد رضا.[1]
- تحقيق تفسير ابن كثير (مشاركة).[1]
- تأصيل وتخريج النوازل في المعاملات الاقتصادية المعاصرة وأثر اختلاف النظرة الفقهية في الحكم عليها (رسالة الدكتوراه).[1]
- التسديد في أصول دراسة الرجال والأسانيد.[1]
- العلة و التعليل عند الأشاعرة بين أصول الفقه و أصول الدين.[2]